# ناصر خمیس (بازیکن فوتبال، زاده ۱۹۸۷)
ناصر خمیس (انگلیسی: Nasser Khamis؛ زادهٔ ۲۰ دسامبر ۱۹۸۷) یک بازیکن فوتبال اهل امارات متحده عربی است.